# Rhopalopsole aculeata
Rhopalopsole aculeata är en bäcksländeart som beskrevs av Harper 1977. Rhopalopsole aculeata ingår i släktet Rhopalopsole och familjen smalbäcksländor. Inga underarter finns listade i Catalogue of Life.